# Oudrache
De Oudrache is een rivier in Frankrijk. Ze ontspringt op het grondgebied van Saint-Berain-sous-Sanvignes en stroomt door het departement Saône-et-Loire. Het is de belangrijkste zijrivier, aan de rechteroever, van de Bourbince, waar ze bij Vitry-en-Charollais in uitmondt, kort voor deze zelf samenvloeit met de Arroux. 